# 疊盤五子棋
轉盤五子棋（Quinamid）是Antony Brown在2007年推出的連棋類遊戲。

## 棋具
- 棋盤由2*2、3*3、4*4、5*5、6*6，共五個方格棋盤由小疊大，組成可一個轉動、移動的棋盤。
- 棋子成扁平狀，每方三十枚，以兩色區分敵我。

## 規則
- 每方回合需可作以下三種動作之一：
  - 放子：把一己子放在任何棋盤沒被其他棋盤掩蓋的空格。
  - 轉動：將一棋盤朝順或逆時鐘方向旋轉90度，但不可是上回合對方轉動過的棋盤。
  - 移動：橫或縱移動一棋盤，移動距離為一格，不可超過下層棋盤的範圍。

- 當五個己子組成一個直、橫、或斜線，並且沒被棋盤掩蓋即獲勝[1]。

## 外部連結
- 遊戲介紹 （页面存档备份，存于）
- 遊戲介紹[永久]
- 線上遊戲 （页面存档备份，存于）